# Ozola pantomima
Ozola pantomima là một loài bướm đêm trong họ Geometridae.